# Tapiola (Espoo)
Tapiola è un quartiere di Espoo, in Finlandia. Occupa l'area sud-est della città.

## Etimologia e storia
Il quartiere prende il nome da Tapio, il dio norreno della foresta.
Tapiola venne costruito in gran parte tra gli anni cinquanta e sessanta del Novecento dalla fondazione per l'edilizia residenziale finlandese, che lo concepì come una città giardino.
Oggi Tapiola è di uno dei centri urbani più importanti della città. È la sede del centro culturale, il museo d'arte moderna e il principale teatro cittadini. Vi sono inoltre i quartier generali di aziende come Huhtamäki e Metsä Board.